# Ptychoptera surcoufi
Ptychoptera surcoufi är en tvåvingeart som först beskrevs av Seguy 1925.  Ptychoptera surcoufi ingår i släktet Ptychoptera och familjen glansmyggor.
Artens utbredningsområde är Algeriet. Inga underarter finns listade i Catalogue of Life.